# Al-Dschumail
Al-Dschumail (arabisch الجميل al-Dschumail, auch Jumayl, al Jumayl oder el-Gemil) ist eine Stadt im Distrikt Nuqat al-Chams im Nordwesten Libyens. 

## Lage
Al-Dschumail befindet sich etwa 10 km südlich der Hafenstadt Zuwara. Die Grenze zu Tunesien liegt etwa 50 km westlich, die Hauptstadt Tripolis etwa 100 km östlich.
Im Jahre 2012 hatte al-Dschumail eine Bevölkerungszahl von etwa 25.700.